# Monika Skinder
Monika Skinder (Tomaszów Lubelski, 19 novembre 2001) è una fondista polacca.

## Biografia
Attiva in gare FIS dal gennaio del 2016, la Skinder ha esordito in Coppa del Mondo il 3 marzo 2018 a Lahti (55ª) e ai Campionati mondiali a Seefeld in Tirol 2019, dove è stata 55ª nella sprint, 10ª nella sprint a squadre e 13ª nella staffetta. Ai Mondiali di Oberstdorf 2021 si è classificata 31ª nella sprint, 15ª nella sprint a squadre e 12ª nella staffetta; l'anno dopo ai XXIV Giochi olimpici invernali di Pechino 2022, suo esordio olimpico, si è piazzata 49ª nella 10 km, 42ª nella sprint, 9ª nella sprint a squadre e 14ª nella staffetta. Ai Mondiali di Planica 2023 è stata 62ª nella 10 km e 41ª nella sprint e a quelli di Trondheim 2025 si è classificata 38ª nella sprint e 11º nella sprint a squadre.

## Palmarès

### Mondiali juniores
- 2 medaglie:
  - 1 oro (sprint a Lahti/Vuokatti 2021)
  - 1 argento (sprint a Lahti 2019)

### Coppa del Mondo
- Miglior piazzamento in classifica generale: 62ª nel 2021